# Solana de Torralba
Solana de Torralba es una pedanía española dependiente del municipio de Úbeda, provincia de Jaén, En la comunidad autónoma de Andalucía. Está situada en la comarca de La Loma, en un exclave del municipio de Úbeda llamado Rincón de Úbeda y su población es de 1009 habitantes según el censo de 2016 (INE).

## Historia
Se comenzó a levantar en 1954 y fundada en 1961 como poblado de colonización por iniciativa del jefe del estado en aquel momento, el General Francisco Franco a través del Instituto Nacional de Colonización (INC), siendo hoy una de las 5 pedanías que dependen de la ciudad de Úbeda.
Solana de Torralba fue diseñada por el arquitecto Juan Piqueras Menéndez y tiene la característica de ser una de las poblaciones levantadas por el estado franquista más grandes de la provincia de Jaén. Como el resto de poblados que se crearon en toda España por el INC, la intención era de aumentar las tierras de labranza, y que los campesinos pudiesen estar cerca de esos recursos primarios que tan necesarios eran en la posguerra española. No solo era una reforma agraria para reactivar el sector agrícola, si no también social, pretendiendo evitar el éxodo rural y reafirmar los ideales y valores tradicionales que abanderaba el estado franquista. Solana cuenta con cerca de 200 viviendas.

## Geografía

### Situación
Solana de Torralba se encuentra en un exclave del término municipal de Úbeda llamado Rincón de Úbeda, limitado por los municipios de Torreperogil, Sabiote, Villacarrillo, Santo Tomé y Peal de Becerro. Situado el poblado en la parte alta de las Vegas del Guadalquivir y en el margen derecho del arroyo Torralba.

### Orografía
El Cerro del Sapo situado al este de Solana de Torralba, donde existía un cortijo que se derribó y en sus terrenos se labraron tierras. El arroyo de Torralba y el Goinas pasan por la cercanía del Colegio Público Rural. El río Guadalquivir pasa por las afueras del pueblo, dentro de los límites de este mismo. En sus proximidades se localizan un buen número de embalses importantes, entre ellos, el Embalse del Puente de la Cerrada.

## Arquitectura
Fue el arquitecto Juan Piqueras Menéndez el encargado en diseñar y levantar el poblado según los informes realizados por el INC. Su diseño urbano corresponde conforme estaba situado los terrenos, en la media ladera en pendiente hacia el arroyo que da nombre al poblado, quedando en la parte alta la plaza mayor central y los centros básicos principales del momento (iglesia, centro médico, edificio social, etc.), quedando las casas y comercios alrededor de este centro. Por su peculiaridad topográfica se crearon calles peatonales alrededor de la plaza central para facilitar la circulación.

## Medios de transporte

### Carreteras
Solana de Torralba solo dispone de una vía pavimentada, la JF-3145 que discurre por la rivera del río Guadalquivir desde la pedanía perogilense de Puente de la Cerrada (A-315) hasta la pedanía tomeseña de Agrupación de Santo Tomé (JA-6108).
| Tipo                  | Identificador | Denominación      | Itinerario                                                                      |
| --------------------- | ------------- | ----------------- | ------------------------------------------------------------------------------- |
| Camino de uso público | JF-3145       | Carretera JF-3145 | Puente de la Cerrada - Solana de Torralba - Veracruz - Agrupación de Santo Tomé |

## Eventos y Fiestas

### Navidad
La Navidad se caracteriza por centrarse en las ceremonias de carácter católico, como la misa del gallo o la exposición del niño Jesús aunque también los solaneros la combinan con fiestas de carácter popular como pedir los aguinaldos, cantar villancicos o bailes populares.

### Romería de San Isidro Labrador
Se convoca una ceremonia litúrgica en honor al santo y seguidamente los solaneros en romería llevan la imagen del santo en carroza hacia el río Guadalquivir que, como es tradición, la imagen del santo es bañada en las aguas del río.

### Fiestas patronales
Son en honor de San Juan Bautista, patrón del pueblo. Coincide con las fiestas en conmemoración de la fundación del pueblo. Consta de celebraciones de carácter religioso, procesión de la imagen del santo que es llevada a hombros por las calles, campeonatos de fútbol, actividades lúdicas, juegos infantiles, concursos, feria y verbena popular.

### Feria del Emigrante
Una celebración especial que se organiza a finales de agosto para ofrecer actividades y animación cultural a la vez que servir de despedida a todos aquellas personas que, siendo originarias del pueblo, no viven en él por motivos laborales. Entre otras actividades, las más interesantes son el Concurso de Huertos y el Intercambio de Semillas. Así mismo también se realizan degustaciones y otras actividades lúdicas.

## Construcciones singulares
- Iglesia de San Juan Bautista.
- Acueducto.